# شراكسة مؤنفة
شراكسة مؤنفة (الاسم العلمي:Charaxes acuminatus) هي نوع من الحشرات تتبع جنس الشراكسة من فصيلة الحورائيات.